# Euphrasia australis
Euphrasia australis là loài thực vật có hoa thuộc họ Cỏ chổi. Loài này được Perrie mô tả khoa học đầu tiên năm 1910.